# اس‌ام‌اس شلیزین
اس‌ام‌اس اسکلزین (به انگلیسی: SMS Schlesien) یک کشتی بود که طول آن ۱۲۷٫۶ متر (۴۱۹ فوت) بود. این کشتی در سال ۱۹۰۶ ساخته شد.